# Уједињена Словенија
Велика Словенија или Уједињена Словенија (словен. Zedinjena Slovenija) је био један од главних политичких захтева Словенаца 1848. године као део тада европских револуција. Словенци су тада били подељени на Крањску, Штајерску, Приморску и Корушку. Они су захтевали да се те регије удруже у једну заједничку и већу регију, Краљевину Словенију, у оквиру Аустијског царства. Тражили су и једнакост немачког језика са тада потчињеним словеначким. Такође су се противили даљем стварању и јачању Немачке конфедерације.
По мартовској револуцији која је натерала Фердинанда I да потпише устав су словеначки револуционари видели могућност за већа права као и остали народи којима су владали Хабзбурзи.
План и програм идеологије је настајао на више места. Међу првима је захтеве обликовао 17. марта 1848. у Клагенфурту Матија Мајар Зиљски. Објављени су 29. марта. На тај исти дан су бечки Словенци предали захтеве у име Крањске. Касније је долазило до спремнији и одлучни програми као што је петиција Словенаца из Граца. Најзначајнији представници словеначке стране су били Петер Козлеј, Фран Миклошич, Матија Мајар Зиљски и Јанез Блајвајс. Врхунац идеологије је била предаја захтева аустијској скупштини. Када је парламент распуштен и уведена централистична власт 4. марта 1849. цела идеја је постала беспредметна.